# La Courtine
La Courtine este o comună în departamentul Creuse din centrul Franței. În 2009 avea o populație de 870 de locuitori.

## Evoluția populației
| An        | 1975  | 1982 | 1990  | 1999 | 2006 | 2009 |
| --------- | ----- | ---- | ----- | ---- | ---- | ---- |
| Populație | 1.164 | 986  | 1.057 | 971  | 928  | 870  |